# Orione (piroscafo 1883)
Lo Orione è stato un piroscafo per trasporto passeggeri e merci italiano.

## Storia
Il piroscafo Orione fu costruito presso il cantiere navale R. Napier & Sons di Govan, su ordine della Società Italiana di Trasporti Marittimi Raggio & Co. di Genova. Lo scafo, realizzato in ferro, venne costruito nel corso del 1883 e varato nel giugno dello stesso anno.
La lunghezza della nave era di 116 m, la larghezza massima di 12,8 m, il pescaggio di 7,6 m, la stazza lorda era di 4161 tonnellate. L'apparato propulsore era basato su una macchina a vapore a duplice espansione che garantiva una potenza di 750 n.h.p. ed azionava una singola elica. La velocità massima era di 14 nodi. Prua verticale, era armato con tre alberi e vele ausiliarie di taglio: fiocchi, randa, controranda e strallo. Due fumaioli. Il 7 settembre 1883 salpò da Greenock per raggiungere Genova, dove entrò in servizio.  Il 15 gennaio 1884 lo Orione salpò per il suo viaggio inaugurale per raggiungere Las Palmas, Montevideo e Buenos Aires. La nave poteva trasportare 1320 passeggeri suddivisi in 80 in prima classe, 40 in seconda e 1200 in terza classe.
Nel 1885 la nave fu venduta alla Navigazione Generale Italiana (NGI) di Genoa, continuando ad operare sulle rotte per il Sud America. Nel 1904 partecipò alle manovre combinate tra Regio Esercito e Regia Marina prendendo parte allo sbarco di truppe sul litorale di Lucrino. Nel 1910 viene trasferito alla Società Marittima Italiana di Palermo, e nel 1910 alla Società Nationale di Servizi Marittimi di Genova.
Nel 1911 venne requisito dalla Regia Marina per essere adibito al trasporto truppe a Tripoli nel corso della guerra italo-turca. Sopravvissuto alla prima guerra mondiale venne radiato nel 1921 e demolito nel 1923.

### Annotazioni
1. ↑  Un sobborgo industriale di Glasgow posto lungo il corso del fiume Clyde.

### Fonti
1. 1 2 3 4 5 6 7  Clydeship.
2. 1 2 3  Peluso 2007, p. 11.
3. 1 2  Agenzia Bozzo.
4. 1 2 3  Peluso 2007, p. 15.
5. ↑  Peluso 2007, p. 16.